# جوردون كوري
جوردون كوري (بالإنجليزية: Gordon Currie)‏ (و. 1965  م) هو كاتب سيناريو، ومنتج أفلام، وممثل تلفزي، وممثل أفلام، ومخرج أفلام كندي، ولد في فانكوفر.
.

## وصلات خارجية
- جوردون كوري على موقع IMDb (الإنجليزية)
- جوردون كوري على موقع ألو سيني (الفرنسية)
- جوردون كوري على موقع أول موفي (الإنجليزية)
- جوردون كوري على موقع قاعدة بيانات الأفلام السويدية (السويدية)
- جوردون كوري على موقع إن إن دي بي (الإنجليزية)
- جوردون كوري على موقع قاعدة بيانات الفيلم (الإنجليزية)
- جوردون كوري على موقع كينوبويسك (الروسية)